# ディズニーシー・プラザ
ディズニーシー・プラザ（DisneySea Plaza）は東京ディズニーシー (TDS) の「ディズニーシー・アクアスフィア」などがあるメインエントランスの名称である。

## 概要
中央に「ディズニーシー・アクアスフィア」があり、周囲にサービス施設などの建物などがある。アクアスフィアは水の惑星、地球を表しているが、そのまわりの地面には月を模した絵が描かれており、満月から新月まで、月の満ち欠けが描かれている。

## ディズニーシー・プラザに面している施設
- ディズニーシー・アクアスフィア
- パークエントランス・ノース/サウス（入園口、退園口、再入園口）

### ショップ
- ヴァレンティーナズ・スウィート
- フォトグラフィカ
- ガッレリーア・ディズニー

### サービス施設
- コインロッカー
- レストルーム
- メールボックス
- 灰皿喫煙場所
- 公衆電話
- 宅配センター
- ベビーカー&車イス・レンタル
- ゲストリレーション
- カードバンキング

## BGM
ディズニーシー・プラザでは朝から昼と夜とでは異なるBGMが流されているが、その音楽は冨田勲が手がけており、三面立体音響（3方向からそれぞれ独立して音楽が聞こえる音響技術）によるシンフォニーとなっている。詳しくは『東京ディズニーシー アクアスフィア・テーマミュージック』を参照のこと。
2008年4月15日からの東京ディズニーリゾート25thアニバーサリー期間中は、上記の『アクアスフィア・テーマミュージック』の他、25周年テーマ曲である『魔法の鍵 〜The Dream Goes On』のインストゥルメンタルもBGMとして流れている。